# Copecrypta nitens
Copecrypta nitens là một loài ruồi trong họ Tachinidae.